# イザベル・ワース
イザベル・ワース（Isabell Werth、1969年7月21日 - ）は、ドイツ・ラインベルク出身の馬術選手であり、馬場馬術の世界チャンピオンである。

## 優勝歴

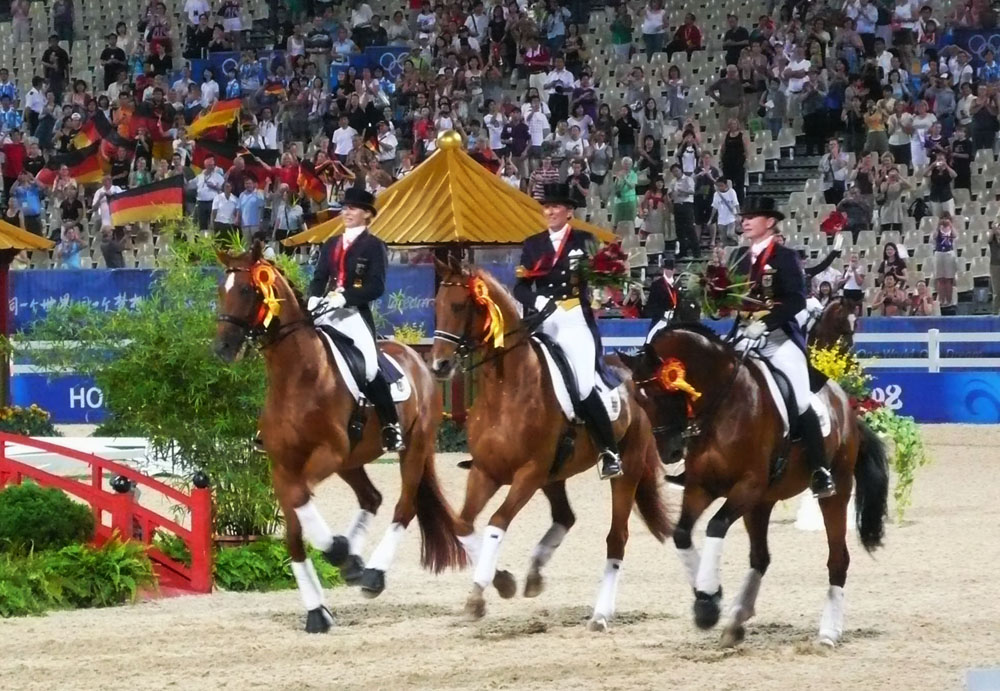
2008年北京オリンピックでのイザベル・ワースとドイツ馬場馬術チーム

ワースは1992年、1996年、2000年、2008年、2016年、2020年(2021年開催)の6回オリンピックに出場し、7つの金メダルを含む12個のメダルを獲得した。
ワースはまた、世界選手権で6つの金メダルを含む7つのメダルを獲得している。
ヨーロッパ馬場馬術選手権にも複数回参戦し、7つの金メダルと7つの銀メダルを獲得した。
2008年のオリンピックではチームメイトのハイケ・ケマー、ナディネ・カペルマンとともに団体優勝した。

## 乗馬
ワースは1992年から2000年の間のすべての競技においてジゴロ号に乗った。
近年は最高レベルの2頭、ワルムニヒト号とサッチモ号に乗っている。
2008年の北京オリンピックではサッチモ号で出場した。

## 参考資料
- 2000年オリンピック馬術競技結果
- 2007年ヨーロッパ馬場馬術選手権結果